# Mastacembelus
Mastacembelus är ett släkte av fiskar. Mastacembelus ingår i familjen Mastacembelidae.

## Dottertaxa tillMastacembelus, i alfabetisk ordning[1]
- Mastacembelus alboguttatus
- Mastacembelus albomaculatus
- Mastacembelus ansorgii
- Mastacembelus apectoralis
- Mastacembelus armatus
- Mastacembelus aviceps
- Mastacembelus brachyrhinus
- Mastacembelus brichardi
- Mastacembelus catchpolei
- Mastacembelus congicus
- Mastacembelus crassus
- Mastacembelus cryptacanthus
- Mastacembelus cunningtoni
- Mastacembelus dayi
- Mastacembelus decorsei
- Mastacembelus dienbienensis
- Mastacembelus ellipsifer
- Mastacembelus erythrotaenia
- Mastacembelus favus
- Mastacembelus flavidus
- Mastacembelus frenatus
- Mastacembelus greshoffi
- Mastacembelus kakrimensis
- Mastacembelus latens
- Mastacembelus liberiensis
- Mastacembelus loennbergii
- Mastacembelus marchei
- Mastacembelus mastacembelus
- Mastacembelus micropectus
- Mastacembelus moeruensis
- Mastacembelus moorii
- Mastacembelus niger
- Mastacembelus nigromarginatus
- Mastacembelus notophthalmus
- Mastacembelus oatesii
- Mastacembelus ophidium
- Mastacembelus pantherinus
- Mastacembelus paucispinis
- Mastacembelus plagiostomus
- Mastacembelus platysoma
- Mastacembelus polli
- Mastacembelus praensis
- Mastacembelus reygeli
- Mastacembelus robertsi
- Mastacembelus sanagali
- Mastacembelus seiteri
- Mastacembelus sexdecimspinus
- Mastacembelus shiloangoensis
- Mastacembelus shiranus
- Mastacembelus signatus
- Mastacembelus simbi
- Mastacembelus stappersii
- Mastacembelus strigiventus
- Mastacembelus taiaensis
- Mastacembelus tanganicae
- Mastacembelus thacbaensis
- Mastacembelus tinwini
- Mastacembelus traversi
- Mastacembelus triolobus
- Mastacembelus trispinosus
- Mastacembelus undulatus
- Mastacembelus unicolor
- Mastacembelus vanderwaali
- Mastacembelus zebratus